# サンフランシスコ・ベイ・ブルース (フィービ・スノウのアルバム)
『サンフランシスコ・ベイ・ブルース』（Phoebe Snow）は、シンガーソングライターであるフィービ・スノウによる1974年にリリースされたデビュー・アルバムである。彼女のトップ5 ビルボードポップヒット「ポエトリー・マン」が収録されている。

## 背景
アルバムに適したアプローチを見つけるために、ロサンゼルス、ナッシュビル、タルサでレコーディングセッションが行われた。シェルター・レコードの社長、デニー・コーデルは 「彼女は周りにいる人と一緒にプレイし、録音を録音して分析し、各曲に最適なものを試し、どのアプローチを取るかを試していました」と語っている。「彼女はかなり長くてつらい練習をすることになったと思うが、明らかにその見返りはあった」。アルバムのリリース後、スノウとシェルター・レコードの間で法的な争いがあった。最終的にスノウはコロムビア・レコードと契約した。コロムビアで次のアルバムをリリースするまで、2年の時間を要することとなった。 

## トラックリスト
特記なき限り全曲フィービ・スノウによる作詞作曲
1. 「グッド・タイムズ」（サム・クック）– 2:20
2. 「ハーポのブルース」– 4:22
3. 「ポエトリー・マン」– 4:36
4. 「イーザー・オア・ボース」– 3:52
5. 「サンフランシスコ・ベイ・ブルース」 （ジェシー・フラー）– 3:29
6. 「アイ・ドント・ウォント・ザ・ナイト・トゥ・エンド」– 3:55
7. 「テイク・ユア・チルドレン・ホーム」– 4:15
8. 「イット・マスト・ビー・サンデイ」– 5:50
9. 「ノー・ショウ・トゥナイト」– 2:57

### CD（DCCラベルのみ）ボーナストラック
1. 「イージー・ストリート」[シングル「ハーポのブルース」のオリジナルB面] – 3:20
2. 「グッド・タイムス」[オリジナルデモ]（クック）– 2:39
3. 「ハーポのブルース」[オリジナルデモ] – 4:55
4. 「アイ・ドント・ウォント・ザ・ナイト・トゥ・エンド」[オリジナルデモ] – 3:55
5. 「イット・マスト・ビー・サンデイ」[元のデモ] – 6:42
6. 「サンフランシスコ・ベイ・ブルース」[オリジナルデモ]（フラー）– 4:09
7. 「ポエトリー・マン」[オリジナルデモ] – 3:43

## パーソネル
- フィービ・スノウ – アコースティックギター 、 ボーカル
- デヴィッド・ブロムバーグ – リードアコースティックギター（4）、 ドブロ （4）、 リズムギター （4）
- スティーヴ・バー – エレキギター （1、6、9）
- チャック・ドマニコ – アコースティックベース（ 2、3、7、8 ）
- チャック・イスラエル – アコースティックベース（5）
- ボブ・ジェームズ – オルガン （ 2、3、6、7、8 ）
- ラルフ・マクドナルド – パーカッション （ 2、3、7 ）
- デイヴ・メイスン – リードエレキギター（9）
- ヒュー・マクドナルド – エレクトリックベース （ 1、6、9 ）
- スティーヴ・モズレー – ドラム（1、2、6、9）、パーカッション（8）
- ザ・パースウェイションズ – バックグラウンドボーカル（1）
- マーガレット・ロス – ハープ （ 2、3、7 ）
- ズート・シムズ – テナーサックス （ 2、3、8 ）
- テディ・ウィルソン – ピアノ （2）

## 参照資料
1. ↑  Palmer, Robert (1975). Phoebe Snow Finds the Suburbs of the Soul. Rolling Stone 2019年4月4日閲覧。.